# منیره تسلیمی
منیره تسلیمی با نام تولد منیر آخوندنیا (زاده ۱۳۰۵ در بندر انزلی – درگذشته ۱۳۳۴ تهران) بازیگر اهل ایران بود.
وی در سال ۱۳۰۵ در بندر انزلی زاده شد و در سال ۱۳۳۴ در تهران درگذشت. وی همسر خسرو تسلیمی و مادر سیروس، سوسن تسلیمی و سهیلا تسلیمی بود.

## زندگی‌نامه
او در ماه اردیبهشت ۱۳۰۵ در بندر پهلوی سابق زاده شد و در سال ۱۳۳۴ بر اثر کورتاژ و خونریزی شدید بدرود حیات گفت. منیره تسلیمی در سال ۱۳۲۰ وارد عالم هنر گردید و برای اولین بار در پیس عزیز و عزیزه اثر رضا کمال شهرزاد که در تئاتر رشت به روی صحنه آمد شرکت کرد. سال ۱۳۲۶ با خسرو تسلیمی که خود هنرپیشهٔ تئاتر بود ازدواج کرد.

## فعالیت تئاتری
وی فعالیت تئاتری خود را در ۱۳۳۰ با نمایش عزیز و عزیزه در تئاتر گیلان آغاز کرد.
عمدهٔ نمایش‌ها
برای شرف، بینوایان، ریشارد دارلینگتون، زندگی خودکار، عروسی فیگارو

## فیلم‌شناسی
1. یعقوب لیث صفاری (۱۳۳۶)
2. مهتاب خونین (۱۳۳۴)
3. آغا محمدخان قاجار (۱۳۳۳)
4. سرنوشت در را می‌کوبد (۱۳۳۳)
5. شاهین طوس (۱۳۳۳)